# 鷂形
是一种四邊形，特點為：
- 是圆形的外切四边形
- 其中兩對鄰邊相等
- 對角線互相垂直（正交四边形）
- 其中一條對角線平分另一條對角線

「鷂形」二字中的「鷂」為風箏之意，因為鷂形是簡單的風箏形狀，故風箏又稱作「紙鷂」。
鷂形的面積為對角線相乘的一半。菱形和正方形都是特殊的鷂形。